# Théo Magnin
Théo Magnin (Ginevra, 9 agosto 2003) è un calciatore svizzero, difensore del Servette.

## Caratteristiche tecniche
Gioca come terzino destro.

## Carriera

### Club
Magnin è cresciuto nel settore giovanile del Servette, con cui ha firmato il primo contratto professionistico nel febbraio del 2021. Ha esordito in prima squadra il 24 luglio 2022 nell'incontro di Super League pareggiato 1-1 contro il Basilea.

### Nazionale
Ha giocato con le nazionali svizzera Under-15, Under-16, Under-19 e Under-20.

## Statistiche
aggiornato al 7 marzo 2024
| Stagione        | Squadra         | Campionato      | Campionato | Campionato | Coppe nazionali | Coppe nazionali | Coppe nazionali | Coppe continentali | Coppe continentali | Coppe continentali | Altre coppe | Altre coppe | Altre coppe | Totale | Totale | Totale |
| Stagione        | Squadra         | Comp            | Pres       | Reti       | Comp            | Pres            | Reti            | Comp               | Pres               | Reti               | Comp        | Pres        | Reti        | Pres   | Reti   |        |
| --------------- | --------------- | --------------- | ---------- | ---------- | --------------- | --------------- | --------------- | ------------------ | ------------------ | ------------------ | ----------- | ----------- | ----------- | ------ | ------ | ------ |
| 2020-2021       | Servette U-21   | 2L              | 3          | 0          |                 | -               | -               |                    | -                  | -                  |             | -           | -           | 3      | 0      |        |
| 2021-2022       | Servette U-21   | 2L              | 16         | 1          |                 | -               | -               |                    | -                  | -                  |             | -           | -           | 16     | 1      |        |
| 2022-2023       | Servette U-21   | 1L              | 9          | 1          |                 | -               | -               |                    | -                  | -                  |             | -           | -           | 9      | 1      |        |
| 2023-2024       | Servette U-21   | 1Lp             | 1          | 0          |                 | -               | -               |                    | -                  | -                  |             | -           | -           | 1      | 0      |        |
| 2022-2023       | Servette        | SL              | 8          | 0          | CS              | 3               | 0               |                    | -                  | -                  |             | -           | -           | 11     | 0      |        |
| 2023-2024       | Servette        | SL              | 9          | 0          | CS              | 2               | 0               | UEL+UECL           | 2+3                | 0                  |             | -           | -           | 16     | 0      |        |
| Totale carriera | Totale carriera | Totale carriera | 46         | 2          |                 | 5               | 0               |                    | 5                  | 0                  |             | -           | -           | 56     | 2      |        |

## Palmarès

### Club

#### Competizioni nazionali
- Seconda Lega interregionale: 1

Servette II: 2021-2022
- 1ª Lega: 1

Servette II: 2022-2023
- Coppa Svizzera: 1

Servette: 2023-2024